# Hans Hartmann (Maler)
Hans Hartmann (auch: Hanns Hartmann, geb. 24. Februar 1845 in Berlin; gest. 8. Juni 1898 in Nauheim) war ein deutscher Maler und Fotograf.

## Lebensweg

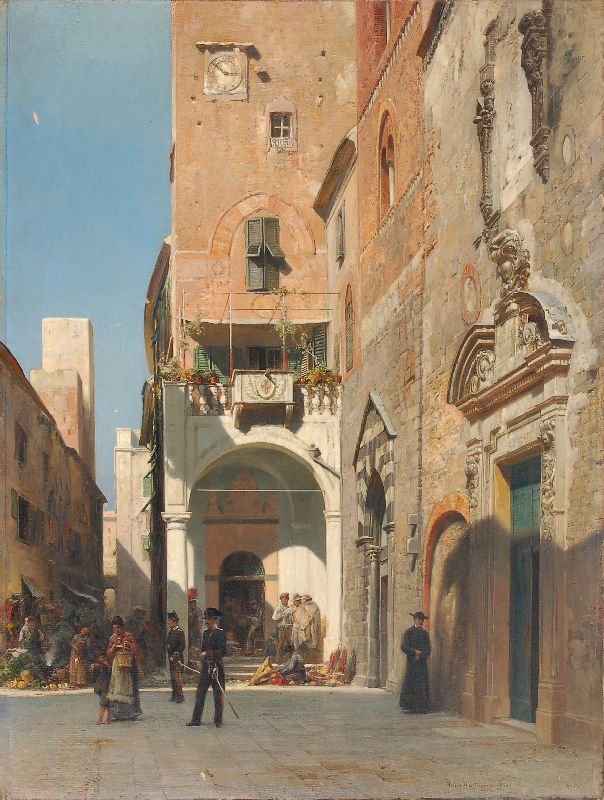
Hans Hartmann, Domplatz in Albenga, 1899, Öl auf Leinwand

Hans Hartmann war ein Sohn von Wilhelm Hartmann, Professor am Berlinischen Gymnasium zum Grauen Kloster, und seiner Ehefrau Elise Friederike, geb. Klein.
Schon als Oberschüler erkrankte Hans Hartmann an Gelenkrheumatismus und Herzbeutelentzündung. Nach seinem Besuch des Gymnasiums zum Grauen Kloster in Berlin, den er Ostern 1864 mit dem Abitur abschloss, nahm Hans Hartmann ein Studium der Kunstgeschichte und Ästhetik auf und erlernte zugleich bei dem Berliner Maler Hermann Eschke (1823–1900) die Praxis der Malerei. Er war auch als Dekorationsmaler an den Königlichen Theatern in Berlin tätig, wo er mehrere Jahre hindurch unter der Leitung des Theater-Dekorationsmalers Julius Lechner (gest. 1895) arbeitete. Hartmann war mit dem Maler Christian Wilberg (1839–1882) befreundet, der Leiter des Landschaftsateliers an der Berliner Akademie der bildenden Künste war und Hartmann abends Malunterricht erteilte. Zuvor hatte Hartmann drei Monate lang bei dem Architekten Christian Heinrich Stoevesandt (1795–1866) architektonischen Zeichenunterricht genommen und dort vor allem perspektivische Studien gezeichnet. Hartmann erstellte auch Hintergründe für Atelieraufnahmen für Fotostudios. 1869 wurde er künstlerischer Mitarbeiter des Fotoateliers und Kunstverlages Loescher & Petsch von Paul Robert Loescher (1836–1914) und Max Petsch (1840–1888) und blieb es rund 19 Jahre lang, bis 1888. Im Atelier Loescher & Petsch war Hartmann zunächst als Retuscheur tätig. Nach dem Ausscheiden von Max Petsch 1873 oder 1874 wurde Hans Hartmann Mitinhaber dieser Firma. Seine Freizeit verwandte Hartmann auf das Zeichnen.
Am 20. Mai 1876 heiratete Hans Hartmann Wilhelmine Elisabeth Sophie Franz (1855–1923), die älteste Tochter von Rudolph Franz (1826–1902), Professor am Grauen Kloster. Das Ehepaar Hartmann bekam drei Kinder, darunter den am 19. Oktober 1882 in Berlin geborenen Hans Rudolf Wilhelm (1882–1959) und den am 18. Mai 1894 in Berlin geborenen Friedrich Otto Reinhold Hartmann (1894–1917).
Im Jahr 1868 erschien in Berlin Johannes Grasshoffs (1836–1871) Büchlein: Die Retouche von Photographien. Anleitung zum Ausarbeiten von negativen und positiven Photographien sowie zum Koloriren und Uebermalen derselben mit Aquarell-, Anilin- und Oelfarben. Für Photographen und Dilettanten nach den bewährtesten Methoden. Diese Anleitung zur Fotoretusche entwickelte sich zum Standardwerk; sie erschien von 1868 bis 1922 in 13 Auflagen. Die zweite Auflage, von 1869, besorgte der im Dezember 1871 verstorbene Grasshoff noch selbst. Ab der 1873, also nach Grasshoffs Tod, erschienenen dritten Auflage übernahm Hans Hartmann die Herausgabe der Retuscheanleitung. Die zwölfte und 13. Auflage wurde von Karl Weiss, dem Herausgeber der Zeitschrift „Photographie für alle“, herausgegeben.
Gemälde von Hartmann waren 1887 in Hamburg und 1890 in Bremen ausgestellt.
Hartmann war mehrere Jahre lang erster Schriftführer (und Bibliotheksverwalter) des Vereins zur Förderung der Photographie.
1888 schied Hartmann aus der Firma Loescher & Petsch aus und widmete sich ganz der Malerei, insbesondere der Architekturmalerei. Er besuchte, im Alter von Mitte 40, fünf Jahre lang die Königliche akademischen Hochschule für die bildenden Künste, vor allem die Kurse in Landschafts- und Architekturmalerei bei Professor Eugen Bracht (1842–1921). Nach Beendigung dieser zweiten Ausbildungszeit kehrte er zur Dekorationsmalerei zurück. Er gründete mit dem Maler Heinrich Harder (1858–1935), der von April 1890 bis 1892 ebenfalls bei Eugen Bracht studiert hatte, in Berlin-Steglitz ein Atelier, in dem viele Dekorationen für die Königlichen Theater und für die Urania angefertigt wurden. Besondere Anerkennung unter ihren Dekorationsmalereien fand das große Bild vom alten Berliner Schloss und Dom auf der Berliner Gewerbeausstellung von 1896 in der Abteilung „Alt-Berlin“.
Bei der der internationalen Kunst-Ausstellung von 1891 zur Feier des fünfzigjährigen Bestehens des Vereins Berliner Künstler gehörte Hans Hartmann – als Vorstandsmitglied des Vereins Berliner Künstler – zum Leitungsgremium. Hartmann nahm auch mit drei Gemälden an der Internationalen Kunst-Ausstellung in Berlin im Jahr 1891 teil.
Hartmann war mit dem Berliner Verwaltungsjuristen, Kommunalpolitiker sowie Geschichts- und Heimatforscher Ernst Friedel (1837–1918) befreundet.
Hans Hartmann starb im Alter von etwa 53 Jahren am 8. Juni 1898 an seinem Herzleiden im hessischen Kurort Nauheim.

## Schriften (Auswahl)
- Ueber Endzweck und Grenzen der Retouche. In: Photographische Mitteilungen, Band 7, Heft 76, 1871, S. 87–91, (Digitalisat); Fortsetzung und Schluss: S. 116–118, (Digitalisat)
- Ueber die Bedeutung der Kleidung in der Portraitphotographie. In: Photographische Mitteilungen, 1872, S. 66–68, (Digitalisat); Fortsetzung und Schluss: S. 85–90, (Digitalisat)
- Einiges über Landschafts-Hintergründe. In: Photographische Mitteilungen, 1871, S. 243–245, (Digitalisat)
- Ueber das Verhalten bei photographischen Aufnahmen. Ein Wort zur Beherzigung; bearbeitet von Mitgliedern des Vereins zur Förderung der Photographie, redigirt von H. Hartmann, Berlin bei G. Schmidt (R. Oppenheim), Berlin 1871
- Das neue Atelier von Loescher & Petsch [im Garten des Hauses Leipziger Straße 132]. In: Photographische Mitteilungen, 6. Jg. 1870, S. 257–262, (Digitalisat)